# Спорт (серія монет)
Спорт  — серія ювілейних та пам'ятних монет, започаткована Національним банком України в 1996 році.
|                                                   |  |  |
| Монета - Перша участь у літніх Олімпійських іграх |  |  |

## Монети в серії
У серію включені такі монети:
- Ювілейні монети «100-річчя Олімпійських ігор сучасності»
- Ювілейні монети «Перша участь у літніх Олімпійських іграх»
- Пам'ятна монета «Лижі»
- Пам'ятна монета «Біатлон»
- Пам'ятна монета «Фігурне катання»
- Пам'ятні монети «Потрійний стрибок (Сідней-2000)»
- Пам'ятні монети «Паралельні бруси» (Сідней-2000)
- Пам'ятна монета «Вітрильний спорт»(Сідней-2000)
- Пам'ятна монета «Художня гімнастика»(Сідней-2000)
- Пам'ятні монети «Танці на льоду»
- Пам'ятні монети «Хокей»
- Пам'ятні монети «Ковзанярський спорт»
- Пам'ятні монети «Плавання»
- Пам'ятні монети «Бокс»
- Пам'ятні монети «Чемпіонат світу з футболу (2006)»
- Пам'ятна монета «Ігри XXVIII Олімпіади»
- Пам'ятна монета «Зимові Олімпійські ігри 2006»
- Пам'ятна монета «Спортивне орієнтування»
- Пам'ятна монета «XXI зимові Олімпійські ігри»
- Пам'ятна монета «100-річчя українського хокею з шайбою»